# Drzewo Oliwne
Drzewo Oliwne (L'Ulivo) – koalicja włoskich partii politycznych, powstała z istniejących wcześniej sojuszy partii lewicowych i centrowych. Nazwa została wymyślona przez polityka włoskiej lewicy i chadecji Romano Prodiego.
W wyborach z 1996 koalicja odniosła sukces wygrywając wybory, co przyniosło Romano Prodiemu fotel premiera.
W wyborach parlamentarnych, które odbyły się 9-10 kwietnia 2006 r., Drzewo Oliwne wzięło udział jako koalicja trzech partii:
- Demokraci Lewicy (Democratici di Sinistra, DS);
- Demokracja to Wolność - Stokrotka (Democrazia è Libertà – La Margherita, DL);
- Europejski Ruch Republikański.